# Selma Hassan
Selma Hassan là Bộ trưởng Bộ Lao động và Phúc lợi Con người của Eritrea.
Trước khi được bổ nhiệm làm Bộ trưởng, Selma là Quản trị viên của Vùng Anseba.